# Gózalo!
Gózalo! är det tredje albumet från den rumänska musikgruppen Mandinga. Albumet släpptes år 2006. Det innehåller 12 låtar. En av låtarna är en remix av låten "Goochi". Låten "Cand sunt cu tine" framförs tillsammans med sångaren Alex.

## Låtlista
1. "Goochi" – 3:34
2. "Aventura" – 3:17
3. "Doar tu" – 3:56
4. "Goi" – 3:48
5. "Que bonito" – 3:48
6. "Cand sunt cu tine" (feat. Alex) – 4:10
7. "Gozalo!" – 3:39
8. "Con mucho amor" – 3:41
9. "Let Me Know" – 3:27
10. "Coincidencia" – 3:26
11. "Oye como va" – 3:48
12. "Goochi" (Chicanos remix) – 3:35